# Lucknow (distrikt)
Lucknow är ett distrikt i den indiska delstaten Uttar Pradesh, och hade 3 647 834 invånare år 2001 på en yta av 2 528 km². Det gör en befolkningsdensitet på 1443,0 inv/km². Den administrativa huvudorten är staden Lucknow, som även är delstatens huvudstad. De största religionerna är Hinduism (78,20 %) och Islam (20,52 %).

## Administrativ indelning
Distriktet är indelat i fyra kommunliknande enheter, tehsils:
- Bakshi Ka Talab, Lucknow, Malihabad, Mohanlalganj

## Städer
Distriktets städer är huvudorten Lucknow samt Amethi, Gosainganj, Itaunja, Kakori, Lucknow (Cantonment Board), Mahona, Malihabad och Nagram.
Urbaniseringsgraden låg på 63,63 procent år 2001.